# George Rowland Hill

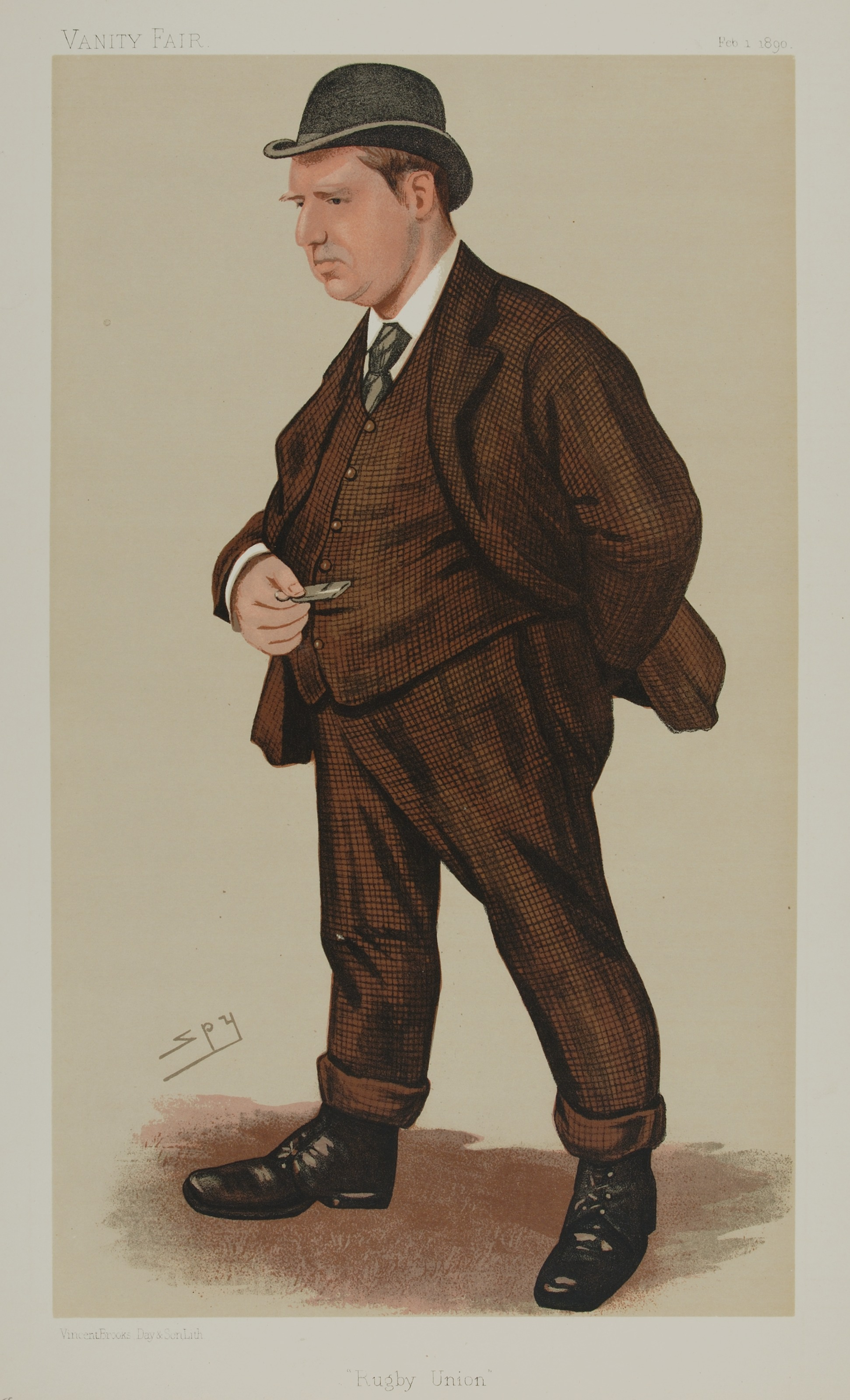
Karykatura George'a Rowlanda Hilla z Vanity Fair z 1890 roku

George Rowland Hill (ur. 21 stycznia 1855, zm. 25 kwietnia 1928) – angielski działacz i sędzia rugby union.
Jego rodzice pochodzili z północnej części Irlandii. W latach 1865–1870 uczęszczał do Christ's Hospital School.
Przez czterdzieści dziewięć lat (1879–1928) zasiadał w Rugby Football Union Committee. Od 1881 roku pełnił dodatkowo funkcję honorowego sekretarza RFU, z której zrezygnował w roku 1904, gdy przekształcono ją w pełnopłatny etat. W latach 1904–1907 był natomiast jego prezesem, był też przedstawicielem związku w International Rugby Football Board.
Był gorącym orędownikiem amatorstwa w sporcie, m.in. jego nieprzejednana postawa w sprawie rekompensaty za utracone dochody z pracy w sobotę doprowadziła do rozłamu w rugby, które w 1895 roku podzieliło się na dwie odmiany – amatorskie rugby union i profesjonalne rugby league. Miał również wpływ na tworzenie przepisów gry.
Sędziował w ośmiu z pierwszych dziesięciu edycji Home Nations Championship oraz inne spotkania, jak mecze 1888 New Zealand Natives czy siedmiokrotnie Varsity Match.
Był jednym z założycieli Reading RFC, prezesował natomiast Old Blues RFC i Civil Service FC. Znajdował się w komitecie organizacyjnym LIO 1908. Przez wiele lat udzielał się również w lokalnych stowarzyszeniach w Greenwich. W lipcu 1926 roku otrzymał tytuł szlachecki za zasługi polityczne i społeczne.
Zmarł w 1928 roku, a w uroczystościach pogrzebowych w Greenwich Parish Church uczestniczyło ponad pięćset osób. Rok później na jego cześć nazwano jedno z wejść na Twickenham Stadium, uroczystość uświetniając specjalnym meczem, w którym zmierzyły się zespoły angielsko-walijski i szkocko-irlandzki.